# Jordi Casas i Bayer
Jordi Casas i Bayer (Barcelona, 1948) és un director de cor català.
Es formà musicalment a l'Escolania de Montserrat i, posteriorment, a Barcelona, on va estudiar piano amb Àngel Soler, cant amb Jordi Albareda i Bach i direcció coral amb Salvador Mas. A Barcelona estudià també Dret i Filosofia. Amb disset anys, creà el cor infantil "El Virolet" als Lluïsos De Gracia i el 1972 fundà la Coral Càrmina, un dels cors de més prestigi de Catalunya, que dirigí fins al 1988. Ha estat també director del Coro de RTVE entre 1986 i 1988 i entre 2011 i 2013, treballant al costat de Carlos Kalmar, el prestigiós músic uruguaià que dirigí en aquell moment l'Orquestra Simfònica de Radiotelevisió Espanyola. Casas va ser també director musical i director artístic de l'Orfeó Català entre 1988 i 1998, fundador el 1990 i director fins al 2011 del Cor de Cambra del Palau de la Música Catalana, i director del Coro de la Comunidad de Madrid entre el 2000 i el 2011, i del Coro del Teatro Real entre el 2004 i el 2008. Al capdavant d'aquests conjunts ha dirigit i preparat al voltant de tres mil concerts, i ha tingut oportunitat de col·laborar amb els més destacats directors d'orquestra i de conrear tota mena de gèneres. Ha impartit cursos de direcció coral i ha participat, com a director, en els festivals més prestigiosos d'Europa i també a Israel, Mèxic, Cuba, Guatemala, els Estats Units, l'Argentina, el Brasil, la Xina, el Marroc i el Japó. L'estiu del 1997 fou el director de l'European Youth Choir del festival Europa Cantat. És el principal director convidat del Cor de Cambra Femení Scherzo de Vila-seca. Des del 2013 Jordi Casas és artista resident del Centre Cultural Miguel Delibes (CCMD).